# گرانش درگاشتی

توصیف آماری گرانش توسط Verlinde به عنوان نیروی درگاشتی منجر به اصلاح قانون جهانی گرانش نیوتن شد

گرانش دَرگاشتی تئوری ای در فیزیک نوین است که گرانش را همچون یک نیروی درگاشتی توصیف می‌کند. در واقع گرانش را نتیجه نیروهای بنیادی که توسط نظریه میدان‌های کوانتومی و ذرات پیمانه‌ای (مانند فوتونها برای نیروی الکترومغناطیس، و گلوئون‌ها برای نیروی هسته‌ای) ایجاد شده‌اند، نمی‌داند بلکه پیامد گرایش سیستم‌های فیزیکی به افزایش درگاشت می‌داند.